# Alborzābād
Alborzābād (persiska: البرز آباد) är en ort i Iran.   Den ligger i provinsen Chahar Mahal och Bakhtiari, i den centrala delen av landet, 500 km söder om huvudstaden Teheran. Alborzābād ligger 1 586 meter över havet och antalet invånare är 169.
Terrängen runt Alborzābād är kuperad söderut, men norrut är den bergig. Runt Alborzābād är det ganska glesbefolkat, med 38 invånare per kvadratkilometer. Närmaste större samhälle är Lordegān, 18,7 km öster om Alborzābād. Omgivningarna runt Alborzābād är i huvudsak ett öppet busklandskap.